# Thelypteris exuta
Thelypteris exuta är en kärrbräkenväxtart som beskrevs av Alan Reid Smith. Thelypteris exuta ingår i släktet Thelypteris och familjen Thelypteridaceae. Inga underarter finns listade.